# Симонова, Ольга Сергеевна
Ольга Сергеевна Симонова (позывной — Симба; 12 июля 1988, Челябинск — 13 сентября 2022, Херсонская область) — российская спортсменка и украинская военнослужащая, старший сержант, участница российско-украинской войны. Герой Украины (8 июля 2023, посмертно).

## Биография
С детства Ольга увлекалась спортом, особенно контактными единоборствами, такими как карате. Она достигла уровня мастера спорта России и участвовала в различных соревнованиях, включая чемпионат Европы.
В 2013 году переехала в Украину, где продолжила свою спортивную и профессиональную деятельность.
Ольга подписала контракт с Вооружёнными силами Украины, став первой иностранкой, получившей украинское гражданство во время службы. Она служила в 24-й отдельной механизированной бригаде имени короля Даниила, командуя боевой машиной пехоты.
13 сентября 2022 года Ольга Симонова погибла при выполнении боевого задания в Херсонской области, подорвавшись на взрывном устройстве. Похоронена 16 сентября 2022 года в Киеве в крематории Байкового кладбища.

## Награды
- Звание «Герой Украины» с удостоением ордена «Золотая Звезда» (8 июля 2023, посмертно) — за личное мужество и героизм, проявленные в защите государственного суверенитета и территориальной целостности Украины, верность военной присяге[6].
- Медаль «Защитнику Отчизны» (17 июня 2022) — за личное мужество и самоотверженные действия, проявленные в защите государственного суверенитета и территориальной целостности Украины, верность военной присяге[7].
- Звание «Мастер спорта России».